# خدمة البريد الصومالية
خدمة البريد الصومالية (البريد الصومالي) (بالصومالية: Boostada Soomaaliya)‏ هي الخدمة البريدية الوطنية في الصومال، وهي جزء من وزارة الاتصالات والتكنولوجيا التابعة للحكومة الفيدرالية الصومالية.
أدارت خدمة البريد الصومالية الخدمات البريدية محليًا ودوليًا، قبل أن تتوقف عن العمل في عام 1991 بسبب الحرب الأهلية الصومالية.
أعيد إنشاء خدمة البريد الصومالي رسميًا في 1 نوفمبر 2013، بعد توقيع مذكرة تفاهم مع بريد الإمارات، في أبريل 2013.
طورت الحكومة الفيدرالية نظام الترميز والترقيم البريدي لكل منطقة من المناطق الإدارية الثمانية عشر في الصومال في أكتوبر 2014.

## خلفية تاريخية

### خلفية عامة
في أوائل عام 1991، لدى انهيار الحكومة الفيدرالية وانتشار الحرب الأهلية كان لدى خدمة البريد الصومالية 100 مكتب بريد، وكان يبلغ إجمالي عدد الموظفين ما بين 1665 و 2165 موظفًا. وتعرضت البنية التحتية لخدمة البريد الوطنية للتدمير بشكل كامل، وتوقفت خدمات البريد بشكل رسمي في أكتوبر 1991. واضطر السكان بعد ذلك إلى اللجوء إلى الطرق التقليدية لإرسال الطرود والرسائل. والتواصل عبر الرسائل المكتوبة بخط اليد من خلال المعارف ثم بعد ذلك انتشرت الرسائل عبر الهاتف المحمول والبريد الإلكتروني.
من أجل ملء الفراغ، وقّع البريد الصومالي المعاد تشكيله جزئيًا اتفاقية في عام 2003 مع بريد الإمارات لخدمة البريد من وإلى الصومال، واتخذت الخدمة من مركز عبور البريد التابع لبريد الإمارات في مطار دبي الدولي مقرا لها لفترة من الوقت لتلقي البريد من الصومال إلى الإمارات العربية المتحدة ومختلف الوجهات الغربية بالإضافة إلى توجيه البريد المتجه إلى البلاد.

### إعادة التشغيل
في تلك الفترة بدأت الحكومة الفيدرالية الانتقالية الصومالية الاستعدادات لإعادة تنشيط خدمة البريد الوطنية، وتواصل وزير صومالي مع الاتحاد البريدي العالمي (UPU) في عام 2011 للحصول على الدعم في إعادة تأهيل خدمة البريد الصومالية. وبعد ذلك تواصل الاتحاد البريدي العالمي مع الهيئات البريدية الدولية الأخرى، وأوصى بالتعاون الثنائي مع السلطات الصومالية. وأعربت عدة دول عن اهتمامها، وأبرزها الإمارات العربية المتحدة.
نظمت الحكومة الفيدرالية خطة إعادة تأهلي شاملة للبريد الصومالي تضمنت ثلاث مراحل تستمر لعشر سنوات، وستشهد المرحلة الأولى إعادة بناء المقر الرئيسي لخدمة البريد ومكتب البريد العام، بالإضافة إلى إنشاء ستة عشر مكتبًا فرعيًا في العاصمة وسبعة عشر في عواصم المحافظات، وفي مارس 2012، استطاعت السلطات الصومالية استعادة عضوية الصومال في الاتحاد البريدي العالمي والمشاركة مرة أخرى في شؤون الاتحاد البريدي العالمي بالإضافة إلى التواصل مع وكالات الأمم المتحدة الأخرى. كما قامت السلطات بترميم مكتب البريد العام في العاصمة الصومالية مقديشو، وبدء العمل بطاقم أولي مكون من 25 عامل بريد جاهزين للتعامل مع البريد. بالإضافة إلى ذلك، عينت الحكومة مستشارًا بريديًا رسميًا لتقديم المشورة المهنية بشأن التجديدات. وتشمل المرحلة الثانية من مشروع إعادة التأهيل إنشاء 718 منفذاً بريدياً خلال الفترة من 2014 إلى 2016. ومن المقرر أن تبدأ المرحلة الثالثة في عام 2017، بهدف إنشاء 897 منفذًا بريديًا بحلول عام 2022. 
في ديسمبر 2012، أعلن وزير الإعلام والبريد والاتصالات آنذاك عبد الله إلموجي حرسي [الإنجليزية] أن الحكومة الفيدرالية الصومالية تخطط لإعادة إطلاق خدمة البريد الصومالية رسميًا في عام 2013. ووقَّع حرسي بعد ذلك مذكرة تفاهم مع رئيس بريد الإمارات فهد الحوسني في 22 أبريل 2013، حيث ستكون دبي بمثابة مركز للتعامل مع جميع الطرود المتجهة من وإلى الصومال. كما تعهدت السلطات الإماراتية بتمويل السنة الأولى من استئناف عمليات البريد الصومالي، ومثَّل الاتفاق، الذي توسط فيه المدير العام للاتحاد البريدي العالمي بشار حسين، الخطوة الأولى في خطة وزارة الإعلام لإعادة إطلاق خدمة البريد الوطنية.
في نوفمبر 2013، استؤنفت الخدمات البريدية الدولية للصومال رسميًا، وحظيت خدمة البريد الصومالية بمساعدة من الاتحاد البريدي العالمي لتطويرها، وتوفير المساعدة الفنية والمعدات الأساسية لمعالجة البريد.
في أكتوبر 2014، أعادت وزارة البريد والاتصالات أيضًا إطلاق خدمة تسليم البريد من الخارج، وكان من المقرر تنفيذ النظام البريدي في جميع أنحاء البلاد من خلال نظام جديد للترميز والترقيم البريدي. وبحسب وزير البريد والاتصالات محمود إبراهيم آدم [الإنجليزية]، فإن المرحلة التالية من إعادة الإطلاق ستمكن السكان المحليين من إرسال رسائل إلى معارفهم في الخارج.

## الرموز البريدية
اعتبارًا من أكتوبر 2014، طورت خدمة البريد الصومالية رموزا بريدية جديدة لكل منطقة من المناطق الإدارية الثمانية عشر في الصومال، الرموز البريدية عبارة عن حرفين، مثل AW لأودل، وBN لبنادر، وBR لبري، وSL لسول.
بالإضافة إلى ذلك، خُصّصت أرقام لكل محافظة ومقاطعاتها.

## لوائح الاستيراد

### الموافقة
تتطلب خدمة البريد الصومالية من المرسل إليهم في الصومال الحصول على تصريح استيراد لجميع السلع التجارية.

### المحظورات
تحظر خدمة البريد الصومالي العناصر الموجودة في دليل البريد الخاص بالسلع والتعبئة الخطرة والمحظورة التابع للبريد الأسترالي، بما في ذلك المشروبات الكحولية، وكذلك تذاكر اليانصيب والمواد الترويجية محظورة أيضًا.

### الوثائق الخاصة
فيما يتعلق بالوثائق الخاصة بالواردات، تتطلب خدمة البريد الصومالية تحديد جميع السلع التجارية الواردة على أنها تجارية، ويجب أيضًا تصنيف الطرود الخاصة على أنها خاصة بدلاً من تصنيفها كهدية فقط أو أمتعة شخصية أو تجارية.

## روابط خارجية
- وزارة الإعلام والبريد والاتصالات الصومالية
- بريد أستراليا - دليل البريد والتغليف والبضائع الخطرة والمحظورة